# 大隈秀夫
大隈 秀夫（おおくま ひでお、1922年1月17日 - 2017年11月11日）は、日本のフリーライター。日本エディタースクール講師。

## 来歴
佐賀県生まれ。東京帝国大学文学部を経て九州大学法文学部卒業。
西日本新聞社文化・社会部次長の後、退社、フリーライターになる。
新聞社在職中の1957年、大宅壮一が創設した「ノンフィクションクラブ」に参加して、大宅に師事する。
麻雀に造詣が深く、1971年（昭和46年）に第2期麻雀名人位を獲得。1982年（昭和57年）には第7期最高位を獲得。1999年、麻雀博物館初代館長。麻雀に関する著書多数。

## 著書
- 新中国の裏通り 社会部記者の見た中共 鏡浦書房 1958
- 露草のように 中央公論社 1960
- 明治百年の政治家 伊藤博文から佐藤栄作まで 1966 (潮新書)
- 松下幸之助 あかね書房 1969 (少年少女20世紀の記録)
- 松戸市すぐやる課 人間都市の発見 光風社書店 1971
- 麻雀人間学 光風社書店 1971
- 市づくり日本一 光風社書店 1972
- ギャンブル風土記 日本交通公社 1972 (ベルブックス)
- 日本の造船百年 あかね書房 1973 (少年少女20世紀の記録)
- 素顔の社長 双葉社 1973
- マージャン金言集 敵に差をつける「読み」と「カン」 光文社 1974 (カッパ・ブックス)
- 文章の実習 日本エディタースクール出版部 1975
- 麻雀常識のワナ 広済堂出版 1975 (Kosaido books)
- 文章の書き方101の法則 手紙・日記・レポート・実用文の文章作法 日本実業出版社 1976
- 文章上達の条件 ビジネスマンの盲点 広済堂出版 1977.5
- 大宅壮一における人間の研究 山手書房 1977.11
- 文章上手になる方法 用字・用語の常識から巧い表現・構成までのノーハウ こう書房 1978.3
- 鈍牛待望論 大平正芳の血と涙 白川書院 1978.11
- 昭和は終った 脱昭和への原点 文化放送開発センター出版部 1978.12 (QR books)
- 戦後日本をダメにした99人の女 山手書房 1978.4
- 原稿の書き方・つくり方 上手に書き、まとめる技術88のポイント 日本実業出版社 1979.2
- 白球に賭ける青春 尾藤式箕島高校野球の秘密 蒼洋社 1979.9
- 実例文章教室 日本エディタースクール出版部 1980.5
- 文章の上手な書き方 これだけは知っておきたい 英潮社出版 1980.10
- 息子を大物に育てる父親学 一流人間をつくる実践21のケース 日新報道 1981.7
- 下士官型人間 頭角を現わすビジネスマンの条件 番町書房 1981.9
- 名文はだれでも書ける 作家五十人「書き出し」と「結び」の技術 番町書房 1982.6
- だれにでも書ける800字小論文 白帝社 1982.9
- 大隈秀夫の女性のための文章教室 日本ヴォーグ社 1982.11 (クレエヴォーグシリーズ)
- 立直一代 日本麻雀裏面史 天野大三の78年 竹書房 1983.1
- 3時間でわかる文章作法 悪文を書かないための36章 実業之日本社 1983.5
- マスコミ就職「作文」徹底指導集 どんなテーマでも必ず合格点がとれるコツ 大和出版 1983.6
- 新・文章の書き方101の法則 手紙・日記・レポート・実用文がスラスラ書ける 日本実業出版社 1983.12
- 入門短い文章の書き方 書き出しからピタリと決まる結びまで 実務教育出版 1984.2
- 大宅壮一を読む 時事通信社 1984.4
- だれでも書ける800字小論文 桜楓社 1984.8
- 手紙が書けますか さらりと書くはがきから改まった手紙まで 実務教育出版 1984.12
- 桜蔭学園東大にいちばん近い女子校 東大女子入学トップの秘密 ダイワアート 1985.3
- モガリ笛いく夜 回想の火宅の人と大宅壮一 日本エディタースクール出版部 1986.11
- レオの時代 翔る!西武ライオンズの咆哮 こう書房 1988.2 (Kou books)
- 文章実践塾 好感を持たれる文章の書き方 ぎょうせい 1989.6
- 心を打つ800字文章術 すぐに役立つ短い文章の書き方入門 日本文芸社 1989.10
- 短文の書き方 日本実業出版社 1989.10 (How to 101)
- 入門旅の文章術 実務教育出版 1990.4
- 新ソビエト東欧事情 足で書いた悩める国の「現在」日本文芸社 1991.4
- 短くてうまい文章の書き方 三笠書房 1992.6 (知的生きかた文庫)
- 大隈の辛口文章塾 就職突破!! ズバリ核心を突く、合格への最短コース。 最新版 フットワーク出版 1992.11
- 文章は短いほど上手い わかりやすい文章をどう書くか 三笠書房 1993.11 「うまい文章が書ける本」知的生きかた文庫
- もとより生還を期せず 学徒出陣から五十年、語り継ぐ戦争と平和のかたち 日本文芸社 1993.7
- 就職活動小論文・作文の書き方 ナツメ社 1995.12
- 裸の大宅壮一 マスコミ帝王 三省堂 1996.11
- 海外旅行101の楽しみ方 地球をとことん味わう方法論 法研 1998.7
- 隗より始めよ 20世紀の残像 竹書房 2001.1
- 日本語の掟 脱『日本語練習帳』宣言 ぶんか社 2002.11
- 分かりやすい日本語の書き方 講談社現代新書 2003.1

## 共編著
- 戦後日本の通信簿 編 1965 (徳間叢書)
- わが野武士野球 技術篇から監督術まで 尾藤公共著 蒼洋社 1979.12
- みんなで書く 初心の会・第二期珠玉作品集（編）初心の会 1987.4
- 同音同訓漢字用例辞典 編著 ぎょうせい 1992.11

## 翻訳
- 戦場のならず者 セルビア軍に立ち向かったフランス人雇われ兵 マルク・シャルエル,ガストン・ベッソン 近代文芸社 1994.10

## 参考
- http://bookweb.kinokuniya.co.jp/htm/4061496441.html